# Heinrich Arnold Huyssen

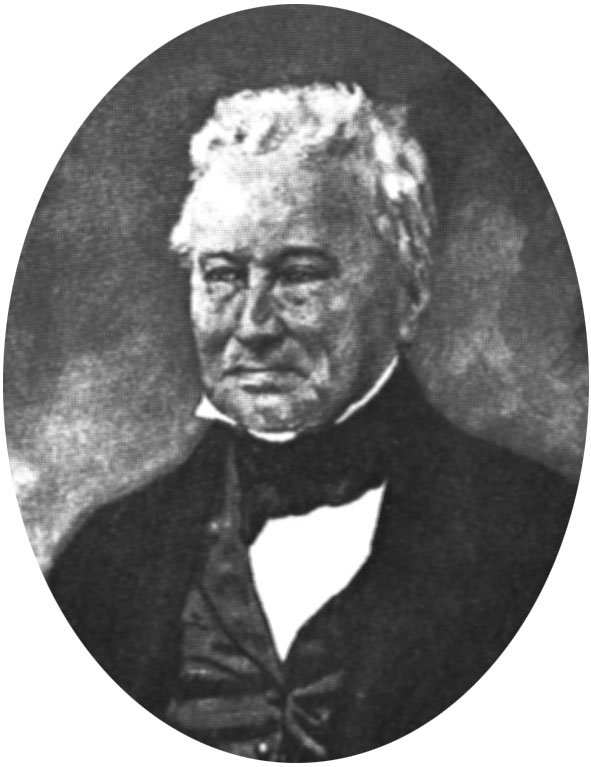
Heinrich Arnold Huyssen

Heinrich Arnold Huyssen (* 4. Juli 1779 in Essen; † 6. Oktober 1870 in Altenessen) war ein deutscher Industrieller, Mitbegründer der Oberhausener Gutehoffnungshütte und Bürgermeister der Stadt Essen.

## Leben
Huyssen stammte aus einer alteingesessenen Essener Familie. Sein Vater war Ratsherr und Bergwerksbesitzer. Heinrich Arnold Huyssen machte eine Ausbildung im väterlichen Betrieb.
Zusammen mit Franz und Gerhard Haniel und Gottlob Jacobi gründete er 1808 die Hüttengewerkschaft und Handlung Jacobi, Haniel & Huyssen (JHH), aus der später der Gutehoffnungshütte-Konzern (GHH) hervorging. Im Vorfeld der Gründung kam es zwischen ihm und den übrigen drei Anteilseignern zu schweren Spannungen, die auf Huyssens Vorgehen beim Kauf der Eisenhütte Gute Hoffnung in Sterkrade beruhten. Eigentlich hatte Huyssen die Verhandlungen mit der Vorbesitzerin Helene Amalie Krupp nämlich im Auftrag der Brüder Haniel und ihres Schwagers Jacobi geführt, welche die Gute Hoffnung mit den bereits in ihrem Besitz befindlichen Hütten St. Antony und Neu-Essen zusammenführen wollten, um die ungünstige Konkurrenzsituation zwischen den drei Werken zu beseitigen. Huyssen erwarb die Hütte aber schließlich für sich persönlich und machte deren Abtretung an die neu zu gründende Gewerkschaft von seiner Aufnahme als gleichberechtigter Teilhaber abhängig, was insbesondere Franz Haniel als Erpressung empfand. Auch später kam es zwischen beiden wiederholt zu Konflikten um den Unternehmenskurs.
Neben der Hüttengewerkschaft und Handlung Jacobi, Haniel & Huyssen (JHH) war Huyssen Vorstandsmitglied der Zeche Vereinigte Sälzer & Neuack in Essen.
Im November 1813 wurde er von der preußischen Regierung zum Bürgermeister der Stadt Essen ernannt und trat das Amt am 13. Dezember 1813 als Nachfolger des letzten Maire von Essen, Anton Carl Ludwig von Tabouillot, an. Nachdem es zwischen ihm und der preußischen Aufsichtsbehörde, die ein strenges Steuer-Regime etablierte und der Stadt unzureichende Seuchenvorbeugung vorwarf, zu Differenzen gekommen war, legte er am 19. Mai 1818 sein Amt nieder.
Huyssen setzte sich für das Essener Schützenwesen ein und wurde 1837 zum Schützenoberst auf Lebenszeit ernannt. Er ließ auf seine Kosten ein Waisenhaus auf dem Hofterberg bauen, welches er weiter finanziell unterstützte. Am 25. Dezember 1852 unterschrieb er eine Schenkungsurkunde, in der er der evangelischen Gemeinde Gelände und Geld für den Bau des ersten evangelischen Krankenhauses Essens stiftete. 1853 wurde an der heutigen Huyssenallee vor dem ehemaligen Kettwiger Tor der Grundstein gelegt und 1854 das Krankenhaus mit dem Namen Huyssens-Stift eröffnet. Als Gründer der Klinik wurde Huyssen stimmberechtigtes Ehrenmitglied des Kuratoriums auf Lebenszeit.
Er blieb unverheiratet und starb mit 91 Jahren in seiner Villa Bella unweit des Bahnhofs Altenessen. Er wurde zunächst auf dem Friedhof am Kettwiger Tor beigesetzt und dann auf Wunsch der Gemeinde Sterkrade auf den evangelischen Friedhof in Sterkrade an der Steinbrinkstraße umgebettet. Heute befindet sich das Grabmal auf dem Essener Ostfriedhof. Nach ihm sind die Heinrichstraße und die Huyssenallee im Essener Südviertel benannt.